# David Cortés Caballero
David Cortés Caballero (Campillo de Llerena, 29 d'agost de 1979) és un futbolista professional extremeny. Juga com a lateral dret al Granada CF.
Es va formar a les categories inferiors del CF Extremadura, debutant amb el primer equip a la Segona Divisió a la temporada 1999-00. Després de tres temporades al club blaugrana va fitxar pel Reial Mallorca per a la temporada 2002-03.
Al club vermellenc va guanyar una Copa del Rei a la seva primera temporada. La temporada 2006-07 va fitxar pel Getafe CF on la primera temporada va disputar la titularitat al romanès Cosmin Contra, jugant disset partits de titular. Durant la temporada següent va aconseguir ser la primera opció de l'entrenador Michael Laudrup, jugant trenta partits com a titular i arribant a disputar els quarts de final de la Copa de la UEFA on va ser eliminat pel Bayern de Múnic.
El 30 de juliol es confirmà el seu fitxatge per l'Hèrcules CF.